# 사토 유토
사토 유토(일본어: 佐藤 勇人, 1982년 3월 12일 ~ )는 일본의 전 축구 선수이다. 사토 히사토의 쌍둥이 형이다.

## 구단 경력
그는 2000년 J1리그의 제프 유나이티드 이치하라(제프 유나이티드 지바)에 입단했다. 2005년과 2006년 2번의 J리그컵 우승을 차지했다. 2008년부터 2009년까지 교토 상가 FC에서 뛰었다. 2010년 제프 유나이티드 지바로 복귀했다. 2019년후 현역 은퇴.

## 국가대표팀 경력
그는 2006년 AFC 아시안컵 예선에 참가할 일본 국가대표팀에 발탁되었으며, 8월 16일 예멘와의 경기에서 데뷔했다.

## 통계
| 일본 | 일본 | 일본 |
| 연도 | 출전 | 득점 |
| ---- | ---- | ---- |
| 2006 | 1    | 0    |
| 통산 | 1    | 0    |